# Wilisair
Der Wilisair ist ein See im osttimoresischen Suco Lifau (Verwaltungsamt Manatuto, Gemeinde Manatuto). Er befindet sich in der Aldeia Uma-Rentau, im äußersten Nordosten von Lifau, westlich der Mündung des Flusses Laleia in die Straße von Wetar. Zwischen dem Wisair und dem Laleia befinden sich ein weiterer, kleinerer See und der Ort Kampung Baru, von dem eine Straße nach Laleia, dem Hauptort des Verwaltungsamtes führt.